# Berliner Architekturwelt
Le Berliner Architekturwelt est une revue spécialisée avec le sous-titre Baukunst, Malerei, Plastik und Kunstgewerbe der Gegenwart, parue à Berlin entre 1898 et 1919 et consacrée spécifiquement à la présentation des bâtiments berlinois et au travail des architectes qui y résident. La revue est dirigée par les architectes Heinrich Jassoy (de), Adolf Hartung, Ernst Spindler (de) (jusqu'en 1914), Bruno Möhring (jusqu'en 1914) et Hans Schliepmann (éditeur unique de 1914 à 1919) avec la participation de l'Association des architectes de Berlin et est publié par Ernst Wasmuth Verlag (de).
Une année commence avec le numéro d'avril en tant que numéro 1 et se termine avec le numéro de mars de l'année civile suivante en tant que numéro 12.
À la fin de la Première Guerre mondiale, l'activité de construction représentative à Berlin s'arrête en raison de la conjoncture économique, de sorte que la revue n'est plus économiquement viable. En raison de la pénurie de papier existante, la maison d'édition est contrainte de réduire son programme et, selon ses propres déclarations, décide d'abandonner le Berliner Architekturwelt au profit du Wasmuths Monatshefte für Baukunst (de).
La revue a une valeur historique à ce jour. Les éditions richement illustrées témoignent en détail de l'âge d'or de l'architecture berlinoise et des arts et métiers contemporains et documentent en particulier de nombreux bâtiments perdus lors des destructions de la Seconde Guerre mondiale.